# Tiszadada, Szabolcs-Szatmár-Bereg
Tiszadada  este un sat în districtul Tiszavasvár, județul Szabolcs-Szatmár-Bereg, Ungaria, având o populație de 2.377 de locuitori (2011). 

## Demografie
Componența etnică a satului Tiszadada
     Maghiari (84,89%)
     Romi (14,72%)
     Alții (0,39%)
Componența confesională a satului Tiszadada
     Reformați (35,55%)
     Romano-catolici (19,98%)
     Fără religie (12,54%)
     Greco-catolici (1,81%)
     Necunoscută (29,66%)
     Alte religii (1,68%)
Conform recensământului din 2011, satul Tiszadada avea 2.377 de locuitori. Din punct de vedere etnic, majoritatea locuitorilor (84,89%) erau maghiari, cu o minoritate de romi (14,72%). Nu există o religie majoritară, locuitorii fiind reformați (35,55%), romano-catolici (19,98%), persoane fără religie (12,54%) și greco-catolici (1,81%). Pentru 29,66% din locuitori nu este cunoscută apartenența confesională.